# Jaromír Búřil
Jaromír Búřil (* 23. září 1930) byl český a československý politik a bezpartijní poslanec Sněmovny lidu Federálního shromáždění za normalizace.

## Biografie
K roku 1976 se profesně uvádí jako opravář. Ve volbách roku 1976 zasedl do Sněmovny lidu (volební obvod č. 98 - Hodonín-Uherské Hradiště, Jihomoravský kraj). Mandát obhájil ve volbách roku 1981 (obvod Hodonín-Uherské Hradiště) a volbách roku 1986 (obvod Hodonín-Uherské Hradiště). Ve Federálním shromáždění setrval do ledna 1990, kdy rezignoval na poslanecký post v rámci procesu kooptace do Federálního shromáždění po sametové revoluci.